# Fruttivendola

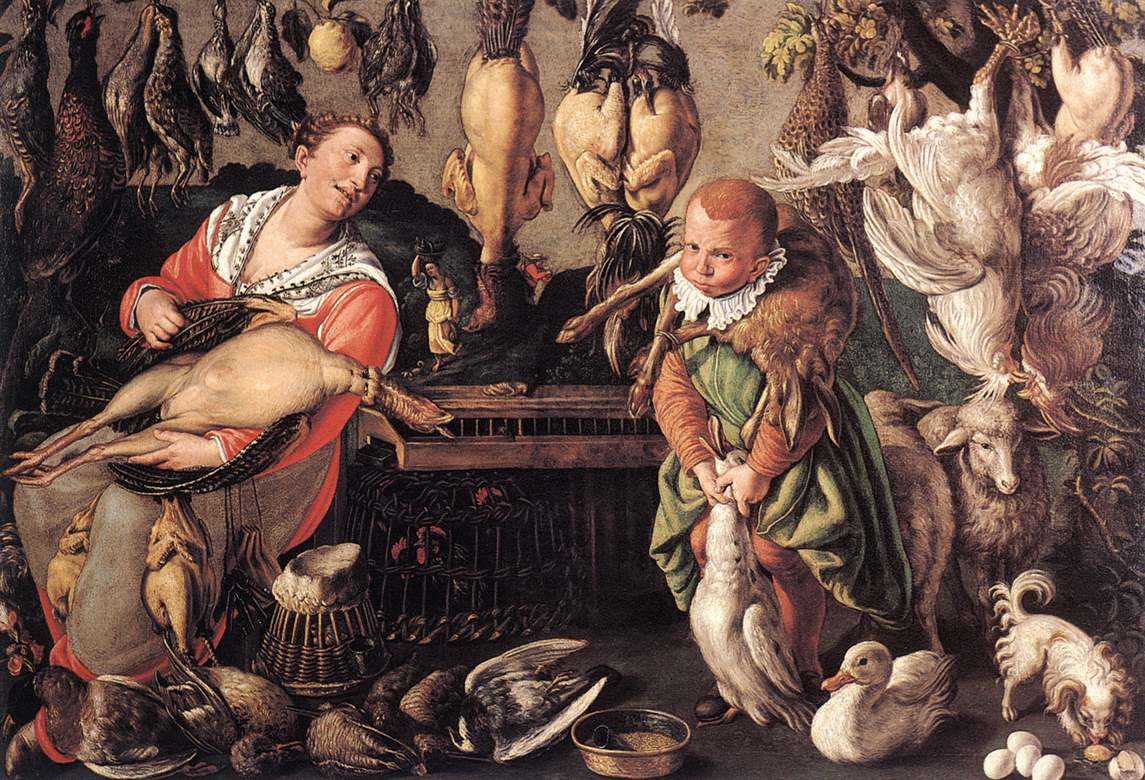
Vincenzo Campi, La Pollivendola

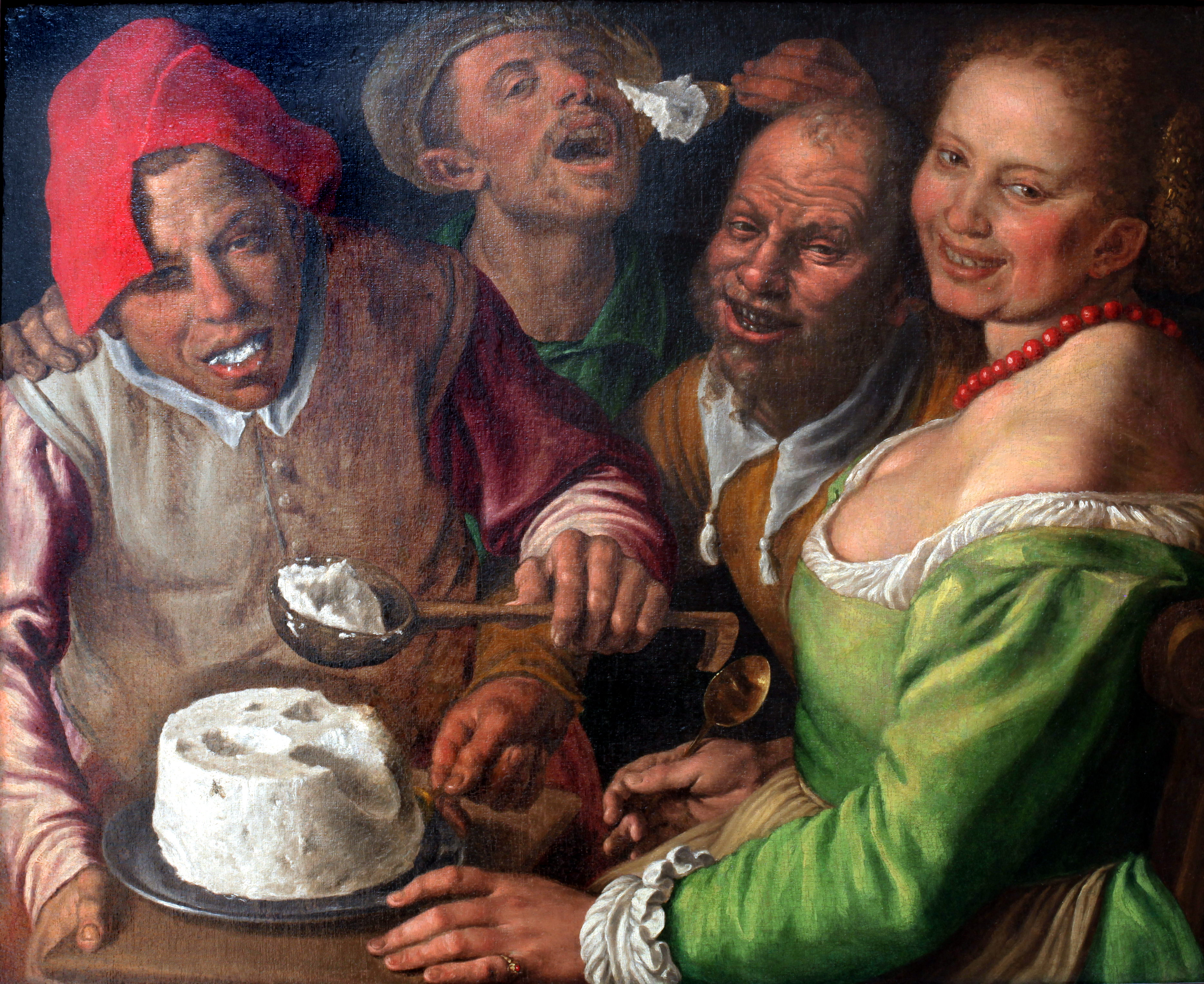
Vincenzo Campi, I mangiatori di ricotta (Musée des Beaux-Arts Lyon)

La Fruttivendola è un dipinto a olio su tela (145x215 cm) di Vincenzo Campi, databile  al 1580 circa e conservata nella Pinacoteca di Brera a Milano. É il dipinto più celebre di una serie che comprende anche la Pollivendola, la Cucina, la Pescivendola, tutti provenienti dal convento dei gerolimitani a Cremona, intitolato a San Sigismondo.

## Storia
Si tratta di opere di forte contenuto naturalistico, concepite sull'esperienza fiamminga di Pieter Aertsen e Joachim Beuckelaer.  Della stessa serie esiste una replica con poche varianti; si tratta di cinque tele commissionate dal banchiere Hans Fugger sempre al Campi per la propria sala da pranzo nel castello di Kirchheim, dove sono tuttora conservate. La critica dibatte tuttora sulla datazione delle due serie pittoriche.
La serie in oggetto pervenne alla Pinacoteca milanese nel 1809, seguitamente alla soppressione di epoca napoleonica del convento cremonese, dove era custodita altresì la tela con I mangiatori di ricotta, oggi conservata al Musée des Beaux Arts di Lione.

## Descrizione e stile
Il dipinto raffigura una fruttivendola nell'atto di mostrare all'osservatore la propria mercanzia, in particolare protende verso lo spettatore un grappolo di uva nera. Sullo sfondo, a sinistra, un giovane è salito sui rami di un frondoso albero per coglierne i frutti, mentre a terra una donna raccoglie altri frutti sul terreno. Sulla destra il paesaggio si estende fino a perdersi in un villaggio ai piedi di monti velati di nebbia.
Il pittore organizza lo spazio in maniera precisa: esalta le superfici degli ortaggi ostentando un piacere contagioso e immediato. Storicamente il quadro può essere considerato un predecessore di quello che diventerà un vero e proprio autonomo genere artistico pochi anni dopo, ovvero la natura morta.
Ne la Pollivendola e la Pescivendola è ancora più evidente il forte realismo popolaresco che assume toni umoristici e quasi grotteschi. 